# Pedro Munitis
Pedro Munitis Álvarez dit Pedro Munitis, né le 19 juin 1975 à Santander, est un footballeur espagnol évoluant au poste d'attaquant. 
Il est international espagnol (21 sélections et 2 buts entre 1999 et 2002).

## Biographie
Il participe avec l'Espagne à l'Euro 2000 où il inscrit notamment un but face à la Yougoslavie au premier tour. Titulaire lors du quart de finale face à la France (défaite 2-1), Munitis a beaucoup mis en difficulté Lilian Thuram, obtenant même un penalty après une faute du défenseur français, transformé par Gaizka Mendieta,.

## Palmarès
- Real Madrid CF
  - Vainqueur du Championnat d'Espagne : 2001
  - Vainqueur de la Supercoupe d'Espagne : 2001
  - Vainqueur de la Ligue des Champions : 2002
  - Finaliste de la Coupe d'Espagne : 2002
  - Finaliste de la Supercoupe de l'UEFA : 2000